# Franciszek Jędrzejczyk
Franciszek Jędrzejczyk (ur. 2 października 1871, zm. 25 czerwca 1938 w Częstochowie) – polski malarz.

## Życiorys
Urodził się 2 października 1871 w Ciężkowicach albo w Ciężkowiczkach, w rodzinie Franciszka i jego żony Eleonory z d. Majewskiej. Miał dwóch braci Ludwika i Józefa którzy również byli malarzami. Około 1879 przybył do Częstochowy z bratem Ludwikiem (wstąpił do zakonu paulinów i przyjął imię Augustyn) i podjęli naukę malarstwa.
Franciszek Jędrzejczyk wykonywał kopie obrazów religijnych do kościołów, kaplic oraz dla pielgrzymów. Najczęściej były to obrazy Matki Boskiej Częstochowskiej, za jedną z tych kopii otrzymał srebrny medal na Powszechnej Wystawie Krajowej w 1929. Wykonane przez niego kopie znajdują się w kościele św. Floriana w Warszawie, św. Jakuba w Częstochowie, w kaplicy zamkowej w Pieskowej Skale i kościele w Lądzie.
Spośród innych obrazów: Święta Rodzina w kościele w Blachowni, św. Agnieszka w kościele św. Józefa w Częstochowie, Serce Pana Jezusa w kościele w Złotym Potoku, Ostatnia Wieczerza w kościele w Janowie, Koronacja Maryi w kościele w Biskupicach, Trzy Marie u Grobu w kościele w Łękawicy.
Na przełomie XIX i XX wieku posiadał w Częstochowie własną pracownię przy ulicy 7 Kamienic. Po odzyskaniu niepodległości prowadził sklep z dewocjonaliami.
Żonaty z Teodozją Barańską z którą miał córki i synów. Zmarł 25 czerwca 1938 w Częstochowie i pochowany został na cmentarzu św. Rocha.